# Federico Faruffini

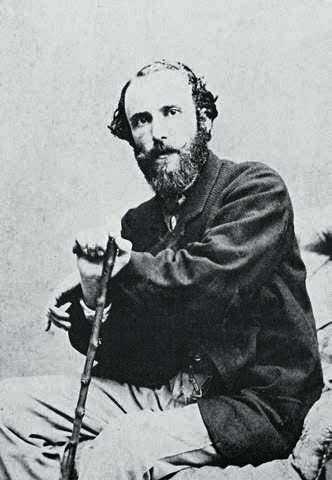
Federico Faruffini

Federico Faruffini (* 6. Februar 1831 in Sesto San Giovanni bei Mailand; † 16. Dezember 1869 in Perugia) war ein italienischer Maler und Kupferstecher.

## Leben
Bevor sich Faruffini der Malerei widmete, studierte er in Pavia Rechtswissenschaft. Seine künstlerische Ausbildung begann bei Giacomo Trécourt (1812–1882) zusammen mit seinem Freund Tranquillo Cremona, später zog es ihn nach Mailand und Venedig.
Im Jahr 1864 stellte er seine Werke Coro della Certosa, Scolari dell’Alciato und Sordello für die Ausstellung der Accademia di Belle Arti di Brera zur Verfügung. Im Jahr darauf nahm er mit seinem Bild Machiavelli in Unterredung mit Cesare Borgia erneut an der Ausstellung teil, wofür ihm 1867 die goldene Medaille auf der Pariser Weltausstellung verliehen wurde. 
Obwohl viele seiner Werke auf den Ausstellungen hohe Anerkennung gewannen, hatte Faruffini mit finanziellen Problemen zu kämpfen. Nachdem er auf seiner Reise nach Griechenland und Rom nicht die erwünschte Aufnahme fand, beging er Suizid, indem er sich vergiftete.

## Stil und Werke (Auswahl)
Faruffinis Werke werden der Historienmalerei zugeordnet. Er zählt zu den Künstlern der Schule der italienischen Historienmalerei, zu der auch Stefano Ussi, Cassioni und Adeodato Malatesta (1806–1891) zählen.
Faruffinis Werke spiegeln das historische Milieu exakt wider und weisen eine kraftvolle Ausführung der Farben auf.
Zu seinen bekanntesten Werken zählen:

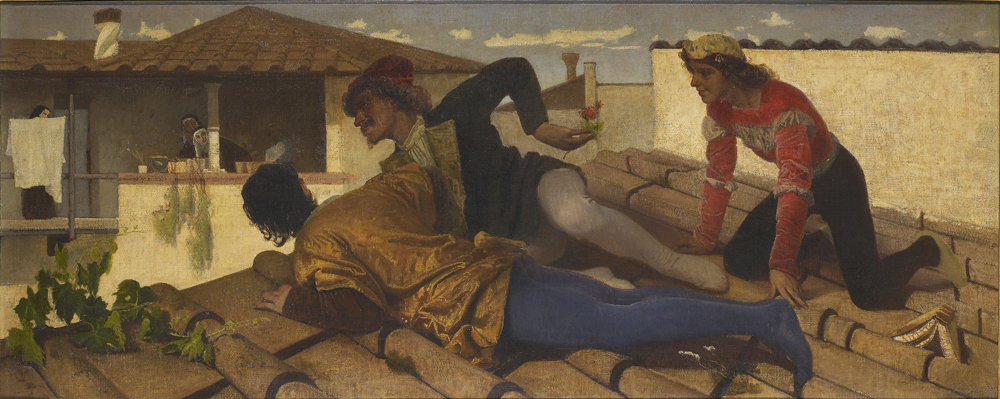
Scolari dell’Alciato, 1864
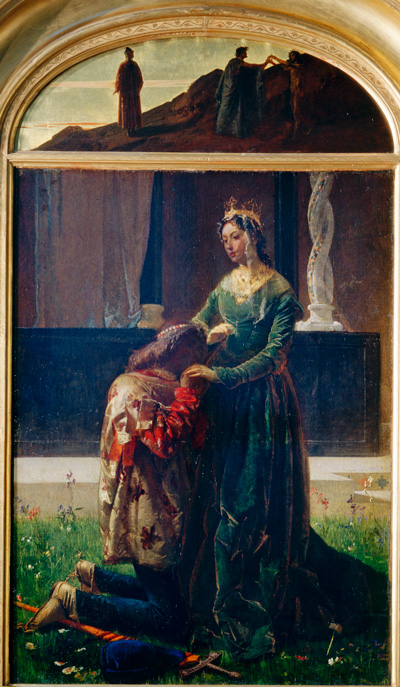
Sordello, 1864
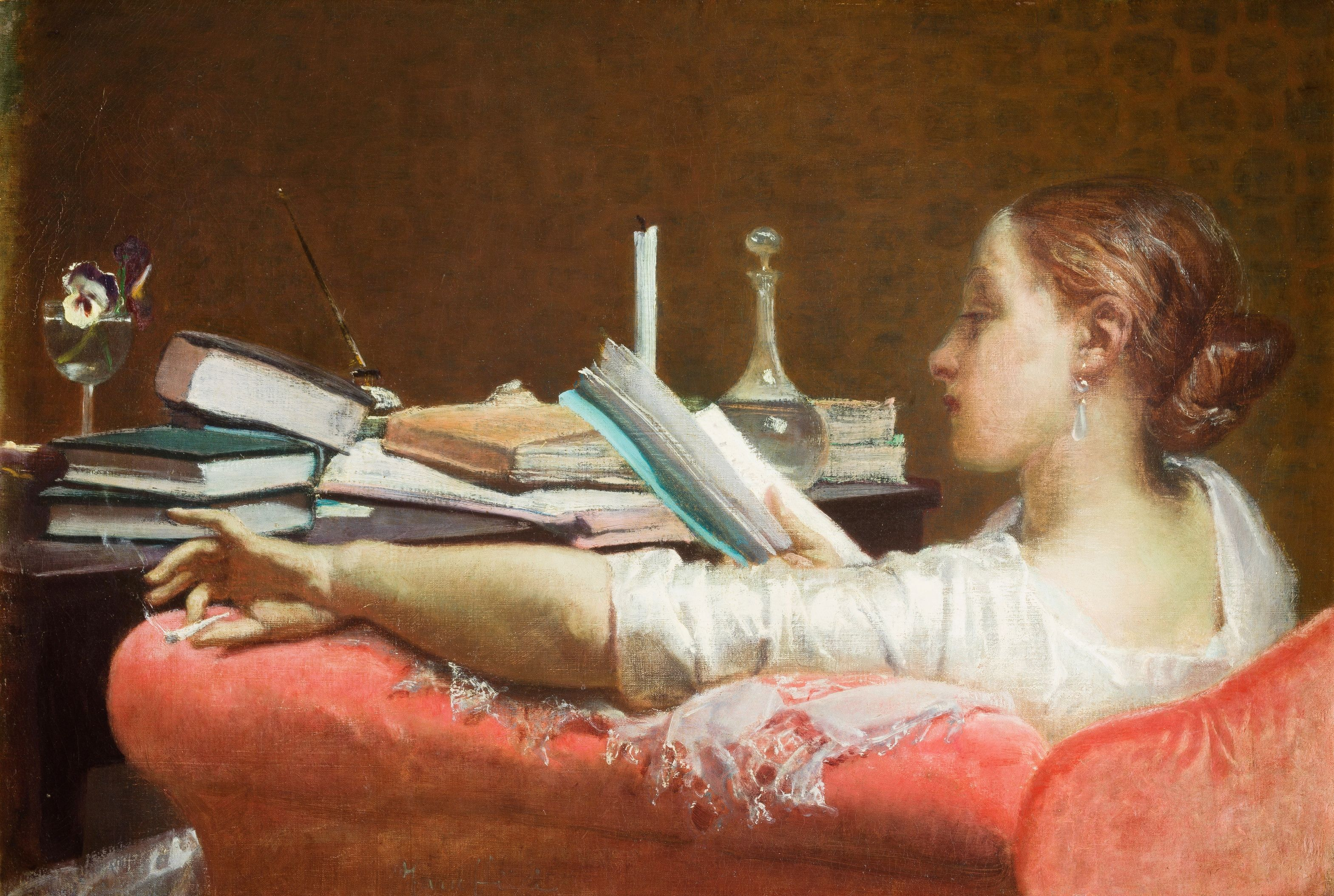
La lettrice, 1864–1865, Galleria d’Arte Moderna
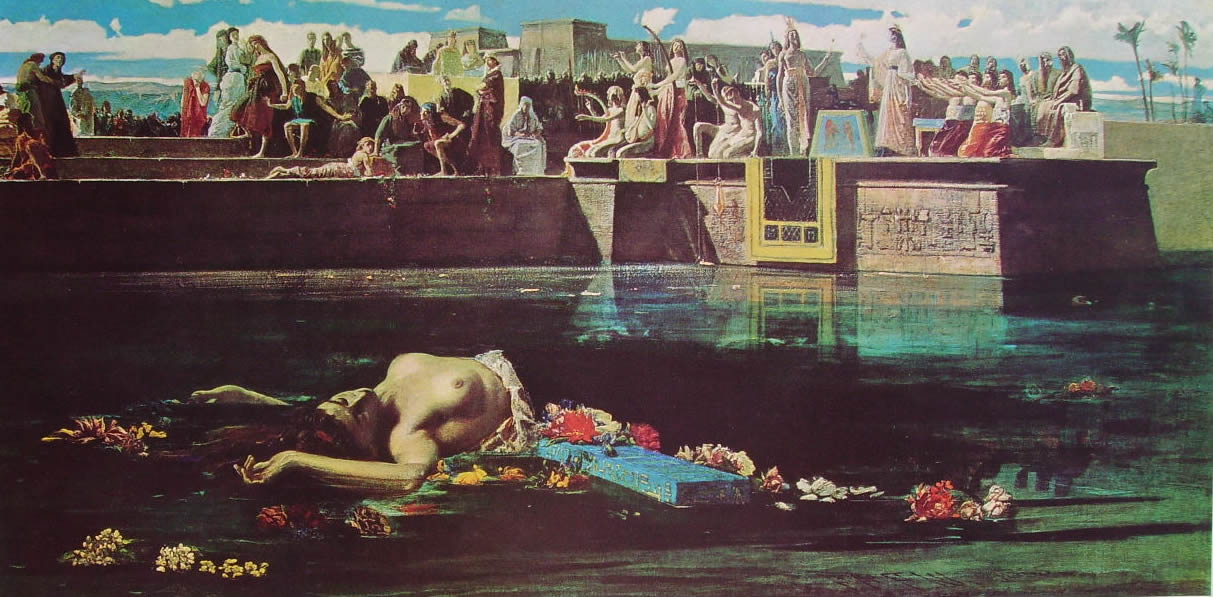
Sacrificio al Nino, 1865
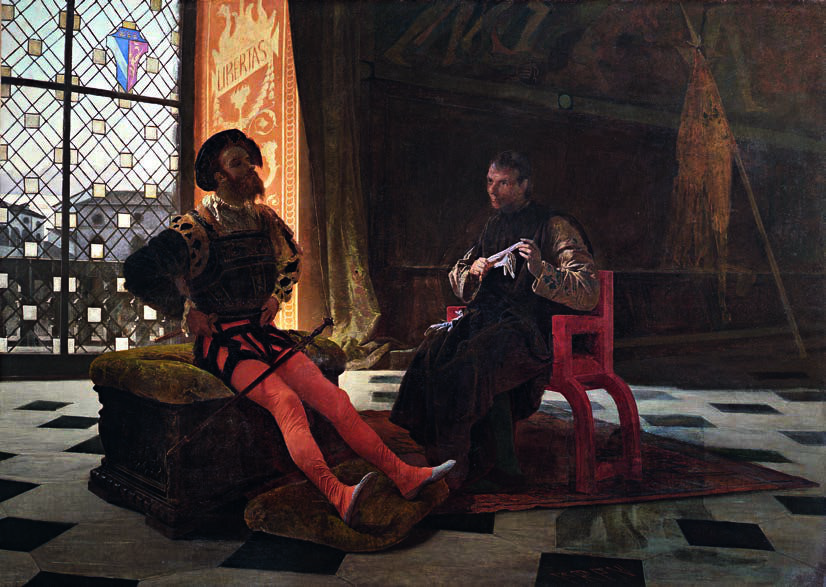
Machiavelli in Unterredung mit Cesare Borgia, 1867